# Cryptops kivuensis
Cryptops kivuensis är en mångfotingart som beskrevs av Lawrence 1953. Cryptops kivuensis ingår i släktet Cryptops och familjen Cryptopidae. Inga underarter finns listade i Catalogue of Life.